# 里窩那港
里窩那港（義大利語：Porto di Livorno）是在里窩那的義大利最大港口之一，也是地中海沿岸最大的港口之一，每年大約處理30萬噸貨物和60萬個標準貨櫃。同時里窩那港也提供了超過15,000個就業崗位，並每年為超過7,000艘船舶提供服務。